# Бати де Фон
Бати де Фон (фр. Bâtie-des-Fonds) насеље је и општина у источној Француској у региону Рона-Алпи, у департману Дром која припада префектури Ди.
По подацима из 2011. године у општини је живело 7 становника, а густина насељености је износила 0,58 становника/km². Општина се простире на површини од 12,12 km². Налази се на средњој надморској висини од 1023 метара (максималној 1.640 m, а минималној 872 m).

## Демографија
| 1962. | 1968. | 1975. | 1982. | 1990. | 1999. | 2011. |
| ----- | ----- | ----- | ----- | ----- | ----- | ----- |
| 8     | 11    | 9     | 17    | 8     | 10    | 7     |

График промене броја становника у току последњих година